# Синдром грушоподібного м'яза
Синдром грушоподібного м'яза — це больовий синдром в ділянці сідниць, з поширенням болю в ділянки паху, верхньої частини стегна та гомілки.
Згідно із визначенням синдрому, сідничний нерв стискається або іншим чином подразнюється грушоподібним м'язом, що викликає біль, поколювання та оніміння у стегні/сідниці та вздовж перебігу сідничного нерва, що іррадіює до нижньої частини стегна та ноги. Це одне з уражень, котре викликає біль у задній частині стегна. Синдром не має зовнішніх проявів.
Є два тести, завдяки яким можна діагностувати синдром: FAIR-тест, котрий вимірює затримку провідності у сідничному нерві під час контрактури грушеподібного м'яза. Інший — МРН (магнітно-резонансна нейрографія), підтип МРТ, котрий висвітлює запалення власне у нервах. Стверджують, що найважливішим критерієм є виключення радикуліту у результаті компресії/перерозтягнення спинномозкових корінців, як у диску, ураженому грижею. Однак таке стиснення може бути присутнім при даному синдромі, але не бути його причиною, внаслідок радикуліту у загальній клінічній картині синдрому грушеподібного м'яза. Час відновлення коливається від кількох днів до шести тижнів чи навіть більше для повного відновлення.

#### Симптоми
Синдром ніколи не протікає приховано. Він заявляє про себе відразу, не даючи спокою пацієнтові. Головна ознака — різкий біль в області таза, що стихає в положенні сидячи або лежачи при розведенні ніг та посилюється при закиданні ноги на ногу, вставанні. Характер болю — тупий, ниючий, іноді прострілюючий. Виявляється характерна метеозалежність: при зміні погоди біль посилюється. Часто наростання больових відчуттів відбувається в теплому приміщенні в нічний час доби.
Без належного лікування синдром грушеподібного м'яза може призвести до розвитку таких захворювань як остеохондроз, люмбалгія, радикуліт, грижа чи протрузія хребта. Часто синдром грушеподібного м'яза виникає у спортсменів через неправильну техніку виконання вправ, а також у городників і офісних працівників.

## Профілактика
Вважається, що синдром грушоподібного м'яза найчастіше виникає внаслідок перенесеної травми. Великі травми включають травму сідниць, тоді як «мікротравми» є результатом невеликих повторюваних навантажень на сам грушоподібний м'яз. У тій частині, в якій синдром грушоподібного м'яза є результатом певного типу травми, а не нейропатії, таким вторинним причинам можна запобігти, особливо тим, що виникають у повсякденній діяльності. Згідно з цією теорією, м'язового стресу, викликаного тривалими періодами  сидіння, особливо на твердих поверхнях, можна уникнути, періодично встаючи і рухаючись. Середовище особи, включаючи фактори способу життя та фізичної активності, визначають сприйнятливість до травм будь-якого типу. Незважаючи на те, що результати емпіричних досліджень на цю тему ніколи не публікувалися, багато хто вважає, що вжиття розумних запобіжних заходів під час інтенсивних видів спорту та роботи у фізично важких умовах може зменшити ризик розвитку синдрому грушоподібного м'яза, або запобігши ураженню самого м'яза, або ураженню нервового корінця, яке в свою чергу викликає спазм м'яза. З цією метою слід носити належне м'яке захисне спорядження під час будь-якого типу регулярного травматичного контакту (наприклад, при грі в регбі). На робочому місці людей заохочують робити регулярні оцінки свого середовища, виявляючи ті елементи щоденної діяльності, які можуть спричинити мікро- чи макротравми. Однак жодне дослідження не підтвердило ефективності таких обстежень для зменшення ймовірність виникнення синдрому грушоподібного м'яза або повторної його травми.
Інші пропозиції деяких дослідників і фізичних терапевтів включали стратегії профілактики, починаючи з розминки перед фізичною активністю, відпрацювання правильної форми вправ, розтяжку та виконання силових вправ. Щоправда, ці профілактичні дії часто пропонуються для лікування або запобігання будь-яким фізичним травмам і не стосуються конкретно грушоподібного м'яза. При цьому підході, як і з будь-яким типом вправ, вважається, що розминка зменшить ризик травми під час згинання або обертання стегна. Розтягування збільшує діапазон рухів, тоді як зміцнення аддукторів та абдукторів стегна теоретично дозволяє грушоподібному м'язу легше переносити травму.

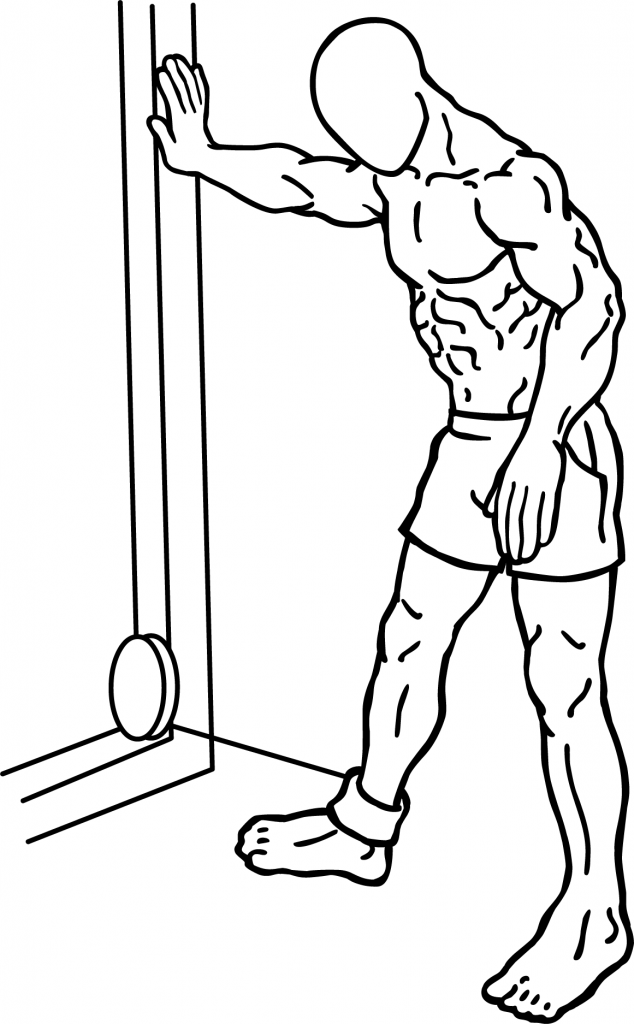
Приведення стегна — це вправа для зміцнення грушоподібного м'яза. Трос з вантажем, прикріплений до щиколотки, можна використовувати для тренування приведення стегна, притягуючи ногу до середньої лінії тіла. Той самий пристрій також можна використовувати для відведення стегна, прикладаючи навантаження проти руху ноги в протилежний бік

## Лікування
Початкове лікування часто зосереджене на уникненні/полегшенні болю, наприклад на змінах активності (тобто, уникнення діяльності, яка викликає біль), застосуванні тепла/льоду, НПЗЗ, анальгетиків, м'язових релаксантів і ліків від нейропатичного болю. Фізична терапія, особливо розтягання грушоподібного м'яза, часто проводиться одночасно з лікуванням болю. Пацієнтам, у яких фізіотерапія була неефективною, можуть бути рекомендовані ін'єкції в грушоподібний м'яз з використанням певної комбінації анестетика/стероїдів/ботоксу. У випадках, коли полегшення не досягнуто, може дійти до хірургічного втручання, з розсіканням сідничного нерва або грушоподібного м'яза/сухожилля.
Дані про результати лікування дуже обмежені. У дослідженні 42 пацієнтів із клінічно підозрюваним синдромом грушоподібного м'яза з нормальними результатами МРТ/КТ, 41 спостерігали повне зникнення симптомів протягом 36 днів. З цих 41 пацієнта у 19 було спонтанне зникнення симптомів (46%), у 13 покращення відбулося лише при застосуванні НПЗЗ (32%), а у 9 покращення відбулося при застосуванні НПЗЗ та фізіотерапії (22%). У дослідженні 14 пацієнтів усі (100%) відзначили покращення за допомогою фізіотерапії та/або ін'єкцій. З цих пацієнтів у 9 (64%) було поліпшення лише за допомогою фізіотерапії. У решти 5 (36%) стан поліпшився завдяки ін'єкціям (стероїдів або озону). Однак через 6 місяців після закінчення лікування лише у 5/14 пацієнтів (36%) симптоми цілком зникли. У дослідженні 250 пацієнтів медикаменти та фізіотерапія призвели до повного полегшення болю у 51% пацієнтів. З тих, хто не помітив покращення за допомогою фізіотерапії, ін'єкції ботокса призвели до більш ніж 50% полегшення болю у 77% пацієнтів. З тих, хто також не помітив покращення після ін'єкцій, операція призвела до більш ніж 50% полегшення болю у 79% пацієнтів. Слід дотримуватись певної обережності при інтерпретації цих результатів, оскільки терапія зазвичай не порівнюється з нелікованою контрольною групою (пацієнтам іноді стає краще самостійно без лікування), а діагноз синдрому грушоподібного м'яза не підтверджується (це означає, що різні дослідження можуть по-різному відбирати пацієнтів).

### Фізична терапія
Фізична терапія при синдромі грушоподібного м'яза застосовується згідно з загальними принципами реабілітації опорно-рухового апарату. Цілі фізичної терапії полягають у зменшенні спастичності грушоподібних м'язів, покращенні рухливості хребта/стегна/таза та відновленні нормальної біомеханіки хребта/стегна/таза.
Реабілітаційний протокол зазвичай включає розтягування грушоподібного м'яза, масаж сідничного м'яза (для масажу грушоподібного м'яза під ним), стабілізацію попереково-крижового відділу (наприклад, вправи для м'язів живота, розтягування хребта), зміцнення/розтягування стегна та виправлення біомеханічних патологій. Пряме застосування тепла та ультразвуку (який генерує тепло) часто пропонуються перед фізичною терапією. Тепло збільшує еластичність м'язів і кровообіг, що сприяє підвищенню ефективності розтяжки. Розтягування грушоподібного м'яза має на меті зменшити напруженість м'язів і подовжити м'яз, що помагає зменшити тиск на сідничний нерв. Масаж помагає звільнити больові тригерні точки, посилити кровообіг та розтягнути м'язові волокна. Зміцнення м'язів живота має на меті покращити стабільність хребта та зняти компенсаторне напруження стегон і сідниць. Розтягування м'язів хребта і стегон має на меті збільшити гнучкість і амплітуду рухів. Метою також є вдосконалення біомеханіки в стегні/тазі/хребті, щоб вони рухались узгоджено, тому що біомеханічні помилки (кульгання, асиметрія рухів, обмеження амплітуди через біль) можуть спричиняти каскадний негативний ефект.
В одному дослідженні було виявлено, що відсоток вилікуваних при застосуванні методів фізичної терапії для 250 пацієнтів із синдромом грушоподібного м'яза становить приблизно 50% через 3 місяці. Однак у цьому дослідженні не було контрольної групи пацієнтів без лікування, тому результат може просто відображати природну динаміку синдрому. Іншими словами, пацієнти часто можуть одужати самі по собі без будь-якого спеціального лікування. Точні переваги фізичної терапії при синдромі грушоподібного м'яза неясні, оскільки добре сплановані рандомізовані дослідження надзвичайно обмежені. Проте фізична терапія є безпечною та відносно недорогою, тому її часто рекомендують перш ніж перейти до більш інвазивних, небезпечних та дорогих методів лікування.

### Місцеві ін'єкції

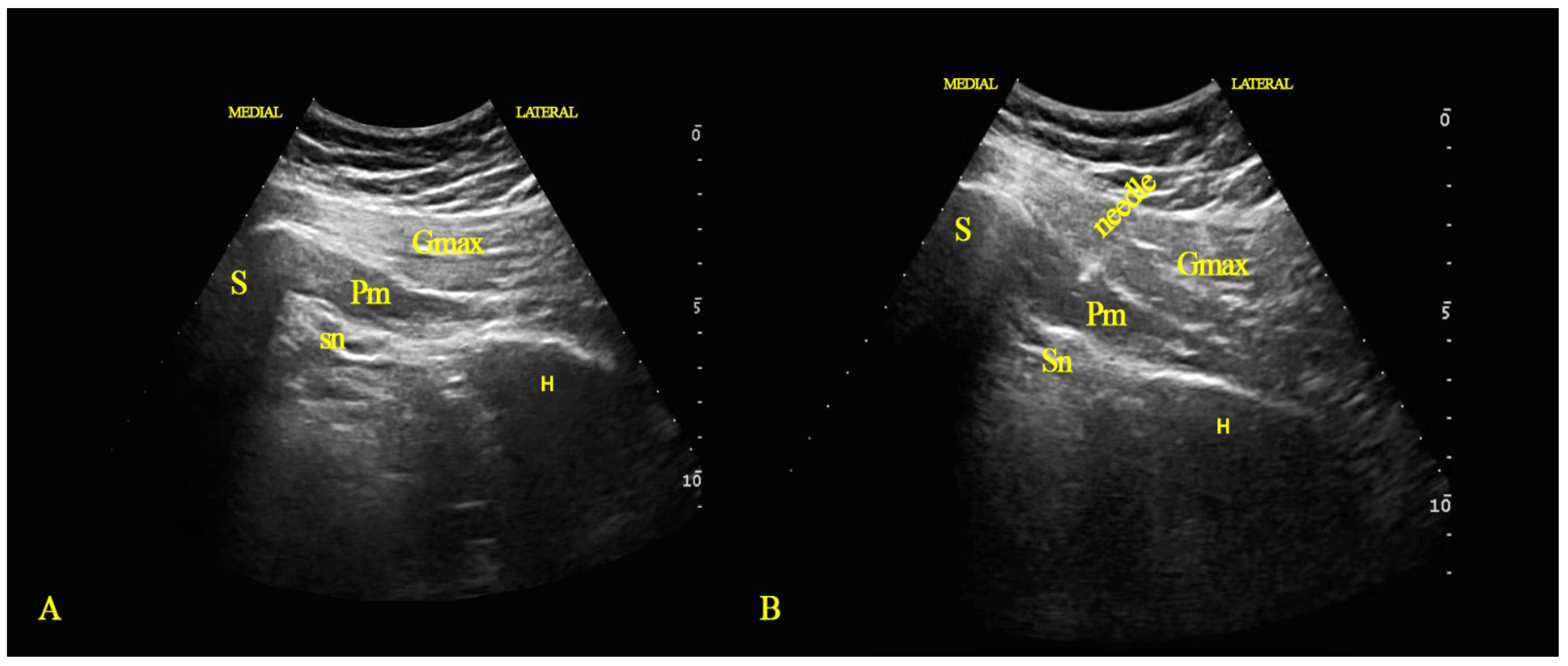
Ультразвукове сканування (ліворуч) і ін'єкція грушоподібного м'яза під контролем ультразвуку (праворуч). Gmax = великий сідничний м'яз; Pm = грушоподібний м'яз; sn = сідничний нерв; S = тазова кістка; H = стегнова кістка.

Ін'єкції можуть бути корисними в лікуванні синдрому грушоподібного м'яза. Їх можна використовувати разом із консервативними методами лікування, такими як фізична терапія, або після невдачі консервативних методів лікування. Ін’єкції вносять ліки безпосередньо в грушоподібний м’яз через голку. Голку вводять у грушоподібний м’яз під контролем зображення, таким як флюороскопія, ультразвук, КТ або МРТ. Відносно дешевий ультразвук є популярним вибором завдяки балансу точності, доступності, відсутності радіаційного опромінення та ін. .
Ліками, що вводяться, є місцеві анестетики (наприклад, лідокаїн, бупівакаїн), кортикостероїди та ботулінічний токсин (ботокс, BTX), які можна використовувати разом або в комбінаціях. Місцевий анестетик тимчасово паралізує м'яз в надії, що це розірве цикл хронічного м'язового спазму. Тривалість становить години і, отже, не призводить до тривалого полегшення від прямої дії анестетика. Кортикостероїди використовуються задля їх протизапальної дії. Тривалість невідома, але десь від 1 тижня до 3 місяців. Ботулінічний токсин паралізує м’язи набагато довше, ніж місцеві анестетики, до 3 місяців.  Паралізуючи м’яз на такий тривалий час, м’яз атрофується (зменшується в розмірі), зменшуючи тиск на сусідні структури, такі як сідничний нерв. Крім того, що він допомагає розірвати цикл хронічних м’язових спазмів, він усуває гіпертрофію грушоподібного м’яза, коли м’яз збільшений і тисне на сідничний нерв. Незважаючи на те, що грушоподібний м’яз дезактивується протягом місяців, втрата функції грушоподібного м’яза не спричиняє дефіциту сили чи функції ходи, оскільки навколишні м’язи швидко беруть на себе його роль.